# Dieter Bongartz
Dieter Bongartz (* 25. März 1951 in Dülken; † 18. November 2015 in Köln) war ein deutscher Schriftsteller. Neben seiner Tätigkeit als Kinder- und Jugendromanautor war er vor allem als Drehbuchautor sowie Filmemacher bekannt.

## Leben
Seit 1980 lebte und arbeitete Dieter Bongartz in Köln. Seine Erinnerungen an die eigene Kindheit im Dülken der frühen 1960er-Jahre verarbeitete er in dem Kinderroman Der zehnte Sommer des Kalli Spielplatz, der 2003 nach seinem Drehbuch unter dem Titel Der zehnte Sommer als Kinofilm produziert wurde.
Seine für das Fernsehen produzierten Filme Braut Christi, Die versteckte Stadt und die Dokumentations-Reihe Ein Sommer und eine Liebe (WDR 1999) wurden jeweils für den Adolf-Grimme-Preis nominiert. Bongartz beschäftigte sich intensiv mit dem Thema des Rechtsradikalismus unter Jugendlichen, unter anderem in seinem 2003 erschienenen Buch Makadam.
2014 erschien der Fernseh-Zweiteiler Till Eulenspiegel, zu dem er, gemeinsam mit seiner Tochter Leonie Bongartz, das Drehbuch verfasste.
Gemeinsam mit Patrick Findeis leitete er eine Kölner Schreibschule für Jugendliche der SK Stiftung Kultur. In seinen Filmen pflegte er für gewöhnlich eine Komparsenrolle zu spielen.
Bongartz wurde in einem Patenschaftsgrab auf dem Kölner Friedhof Melaten (Lit. J) beigesetzt.

## Werk

### Sachliteratur, Epik, Lyrik
- Zurück geschossen. 1933 und die Zeit danach (1979, Herausgeber)
- Beitrag in Filme, Satiren, Jugendbücher im antifaschistischen Unterricht (1980)
- Irrwege. Ein Psychiatrie-Buch (1981, mit Alexander Goeb)
- Das Drogenbuch (1981, mit Alexander Goeb)
- Wie durch Scheiben siehst du dich (1982)
- Ich singe vom Frieden (1983)
- Irrwege (1984)
- Chronik einer Dienstentfernung (1985)
- Blumen für Angie (1994)
- Humpelstilzchen (1995)
- Der zehnte Sommer des Kalli Spielplatz (1999)
- Ganz anders als du denkst (2002)
- Makadam (2003)

### Drehbücher
- Braut Christi (ARD, 1984)
- Die versteckte Stadt (ZDF, 1988)
- Ich bin, ich bin ich… (WDR, 1989)
- Wasserland (WDR, 1990)
- Sterntaler (WDR, 1991)
- Kahlschlag (WDR / ARTE, 1993)
- Absprung (WDR / 3SAT, 1995)
- Der beste Lehrer der Welt (2006)
- Das tapfere Schneiderlein (ARD, 2008)
- Der gestiefelte Kater (ARD, 2009)
- Der Meisterdieb (ARD, 2010)
- Allerleirauh (ARD, 2012)
- Vom Fischer und seiner Frau (ARD, 2013)
- Till Eulenspiegel (ARD, 2014)
- Hans im Glück (ARD, 2015)